# Dolores (Buenos Aires)
Pour les articles homonymes, voir Dolores.
Dolores est une ville dans la province de Buenos Aires, en Argentine. C'est également le chef-lieu du Partido Dolores.
La ville a été officiellement fondée par Ramón Lara le 21 août 1817.

## Démographie
| Population | 6.003 | 7.919   | 12.229  | 13.443 | 16.562  | 18.702  | 19.199 | 20.581 | 22.060 | 24.120 | 26.601  |
| Variation  | -     | +31,91% | +54,42% | +9,93% | +23,20% | +12,92% | +2,66% | +7,20% | +7,18% | +9,34% | +10,28% |

L'estimation en 2020 est de 29 679 habitants.

## Climat
| Mois                              | jan. | fév. | mars | avril | mai  | juin | jui. | août | sep. | oct. | nov. | déc. | année |
| --------------------------------- | ---- | ---- | ---- | ----- | ---- | ---- | ---- | ---- | ---- | ---- | ---- | ---- | ----- |
| Température minimale moyenne (°C) | 14,2 | 14,1 | 12   | 8,8   | 6,1  | 3,2  | 1    | 4,3  | 5,9  | 8,5  | 11,4 | 13,2 | 8,5   |
| Température maximale moyenne (°C) | 30   | 28,7 | 25,7 | 22    | 18,7 | 14,7 | 15,4 | 15,6 | 17,8 | 19,8 | 23,9 | 26,9 | 21,5  |
| Précipitations (mm)               | 87   | 74   | 106  | 92    | 54   | 38   | 66   | 67   | 69   | 90   | 86   | 93   | 922   |

L'humidité relative annuelle est de 77%.

## Relations internationales

### Jumelage
La ville de Dolores est jumelée avec les villes suivantes :
- Dolores, Uruguay (2001)
- Dolores, Espagne (21/08/2001)
- Cambo les Bains, France (2012)

## Catastrophe ferroviaire de mars 2008
Le 9 mars 2008, un autocar de la compagnie El Rápido Argentino est entré en collision avec un train de passagers de la Ferrobaires avec 250 passagers à bord à un passage à niveau sur la route provinciale 63 à la périphérie de Dolores, tuant 17 personnes et en blessant au moins 25. Le chauffeur du bus n'a pas tenu compte du des signaux passage à niveau qui, au moment de l'accident ont fonctionné correctement.

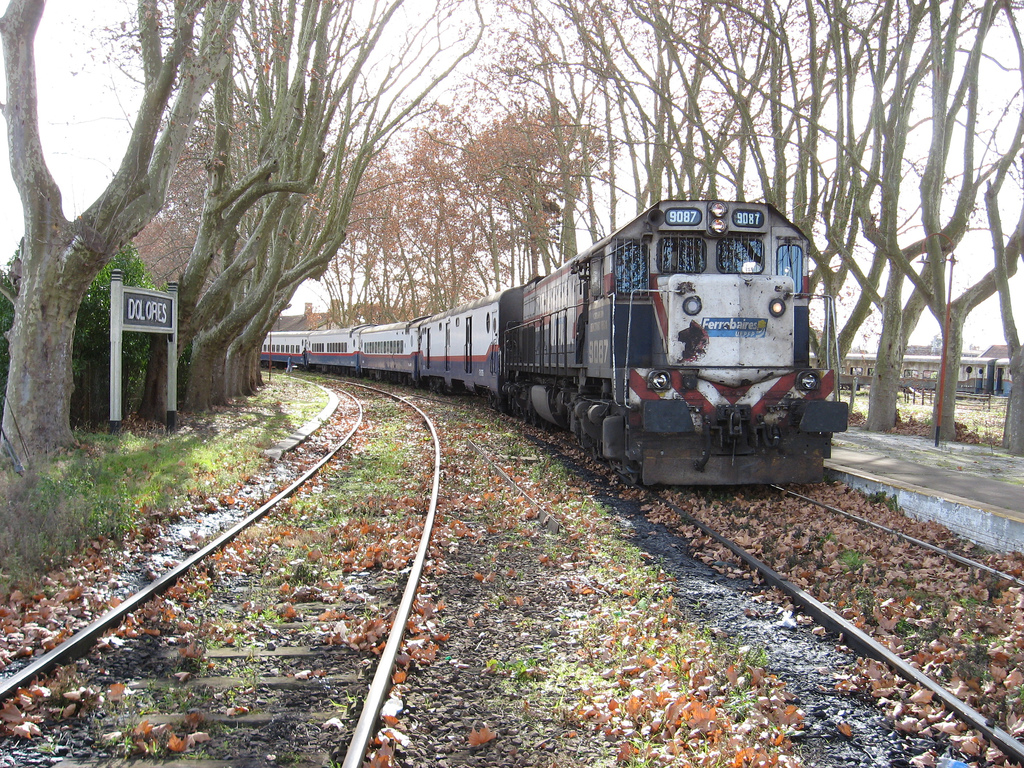
Train entrant dans la station ferroviaire de Dolores